# Stefan Pawłowski
Stefan Pawłowski (ur. 6 grudnia 1986 w Nowym Dworze Mazowieckim) – polski aktor.

## Życiorys
Jest wnukiem szermierza Jerzego Pawłowskiego i aktorki Teresy Szmigielówny. Jego młodszy brat Józef również jest aktorem. Absolwent Akademii Teatralnej w Warszawie (2015). Wystąpił między innymi w filmie Jack Strong w reżyserii Władysława Pasikowskiego, gdzie razem z bratem wcielał się w postać Waldemara Kuklińskiego, syna głównego bohatera filmu – pułkownika Ryszarda Kuklińskiego.
Zagrał również Adama w serii Powstanie serialu Czas honoru oraz wcielał się w jedną z głównych postaci w serialu O mnie się nie martw emitowanym przez TVP2, gdzie był odtwórcą roli prawnika Marcina Kaszuby. W latach 2021–2023 wcielał się w rolę Stanisława w telenoweli emitowanej na kanale TVN 7 – Papiery na szczęście.
Ma na koncie również kilkanaście ról dubbingowych, w tym między innymi w Bestia z Wolfsberga, Niesamowity Spider-Man, Niesamowity Spider-Man 2 czy Transformers: Wiek zagłady.

## Filmografia
| Rok       | Tytuł                    | Rola                           | Uwagi    |
| --------- | ------------------------ | ------------------------------ | -------- |
| 2011      | Ojciec Mateusz           | Andrzej Piecuch                | odc. 90  |
| 2013      | Przepis na życie         | chłopak                        | odc. 59  |
| 2013      | Hotel 52                 | Bartek, chłopak Darii          | odc. 83  |
| 2013      | Bilet na Księżyc         | chłopak na Plantach            |          |
| 2014      | Czas honoru. Powstanie   | Adam                           |          |
| 2014      | Przyjaciółki             | kelner w kafejce               | odc. 33  |
| 2014      | Jack Strong              | Waldemar Kukliński             |          |
| 2014–2020 | O mnie się nie martw     | Marcin Kaszuba                 |          |
| 2015      | Nie rób scen             | Hubert, narzeczony Magdy       | odc. 11  |
| 2016      | Bodo                     | Witold Roland                  |          |
| 2017      | Niania w wielkim mieście | Kuba                           |          |
| 2017      | Marszałek                | ogrodnik Stanisław Brzomiński  |          |
| 2017      | Belfer                   | Olaf Karski, brat Tymka        |          |
| 2019      | Przyjaciółki             | Igor, brat Jaśka               |          |
| 2019      | Kurier                   | konduktor                      |          |
| 2020–2022 | Stulecie Winnych         | Michał Śniegocki               |          |
| 2021      | Zakochani po uszy        | Marcel Jankowski               |          |
| 2021      | Komisarz Alex            | Michał Janik, pacjent Lipskiej | odc. 198 |
| 2021–2023 | Papiery na szczęście     | Stanisław                      |          |
| 2022      | Tajemnica zawodowa 2     | doktor Antoni Janczar          | odc. 3   |
| 2023      | Dewajtis                 | Paweł Czertwan                 | odc. 1–3 |
| 2023      | Klara                    | facet                          | odc. 7   |
| 2024      | Matylda                  | agent emigracyjny              | odc. 8   |

## Polski dubbing
- 2012–2014: Klub Winx jako Nereus, Thoren
- 2014: Transformers: Wiek zagłady jako Lucas Flannery
- 2013–2014: Hotel 13 jako Jack
- 2012–2013: Wolfblood jako Rhydian Morris
- 2014 Scooby Doo! Wrestlemania: Tajemnica ringu jako Mike 'The Miz' Mizanin
- 2015: Następcy jako Jay
- 2015: Avengers: Czas Ultrona jako Pietro Maximoff/Quicksilver
- 2015: Następcy: Świat Potępionych jako Jay
- 2015: Nastoletnia Agentka (odc. 7) jako książę Promomomo i (odc. 30-35) jako Darien
- 2016:  Tini: Nowe życie Violetty jako Caio Sanchez
- 2017: Następcy 2 jako Jay
- 2018: Mała Stopa jako Migo
- 2019: Star Wars Jedi: Upadły zakon jako Cal Kestis
- 2019: Wiedźmin jako Jeż z Erlenwaldu (Duny) (odc. 4)
- 2023: Star Wars Jedi: Ocalały jako Cal Kestis